# Blekinge tartomány
Blekinge Svédország déli országrészének, Götalandnak egyik történelmi tartománya. Szomszédai Småland, Skåne tartományok és a Balti-tenger. Területe egybeesik a modern közigazgatási egység, Blekinge megye, területével.

## Történelem
1971 előtt városi jogot kapott településeI:
- Karlshamn (1664)
- Karlskrona (1680)
- Ronneby (1387)
- Sölvesborg (1445)

Blekinge tartomány valamikor Dániához tartozott Skåne és Halland tartományokkal együtt. 1658-ban a roskildei békeszerződéssel Svédországhoz csatolták.

## Földrajz
Blekinge tartománynak nagyon szép szigetvilága van. Az aránylag meleg éghajlata miatt itt minden mérsékelt égövi növény megterem amiért sokszor Svédország kertjének is nevezik.

## Kultúra
A tartományban a götalandi dialektus több formáját is beszélik. Mivel Dániához tartozott, a nyelvben dán befolyás is megfigyelhető. A blekinge szó a bleke jelzőből jön, ami a tenger nyugodtságát jelenti.
Karlskrona közel 300 évig a legfontosabb hajóbázisa volt Svédországnak, 1998-ban az UNESCO a világörökség részének nyilvánította.

## Címer
.

Blekinge hímzett címere
X. Károly Gusztáv svéd király temetésekor

A tartomány 1660-ban, X. Károly Gusztáv svéd király temetésekor kapta a címerét.